# 帕爾卡區 (塔克納省)

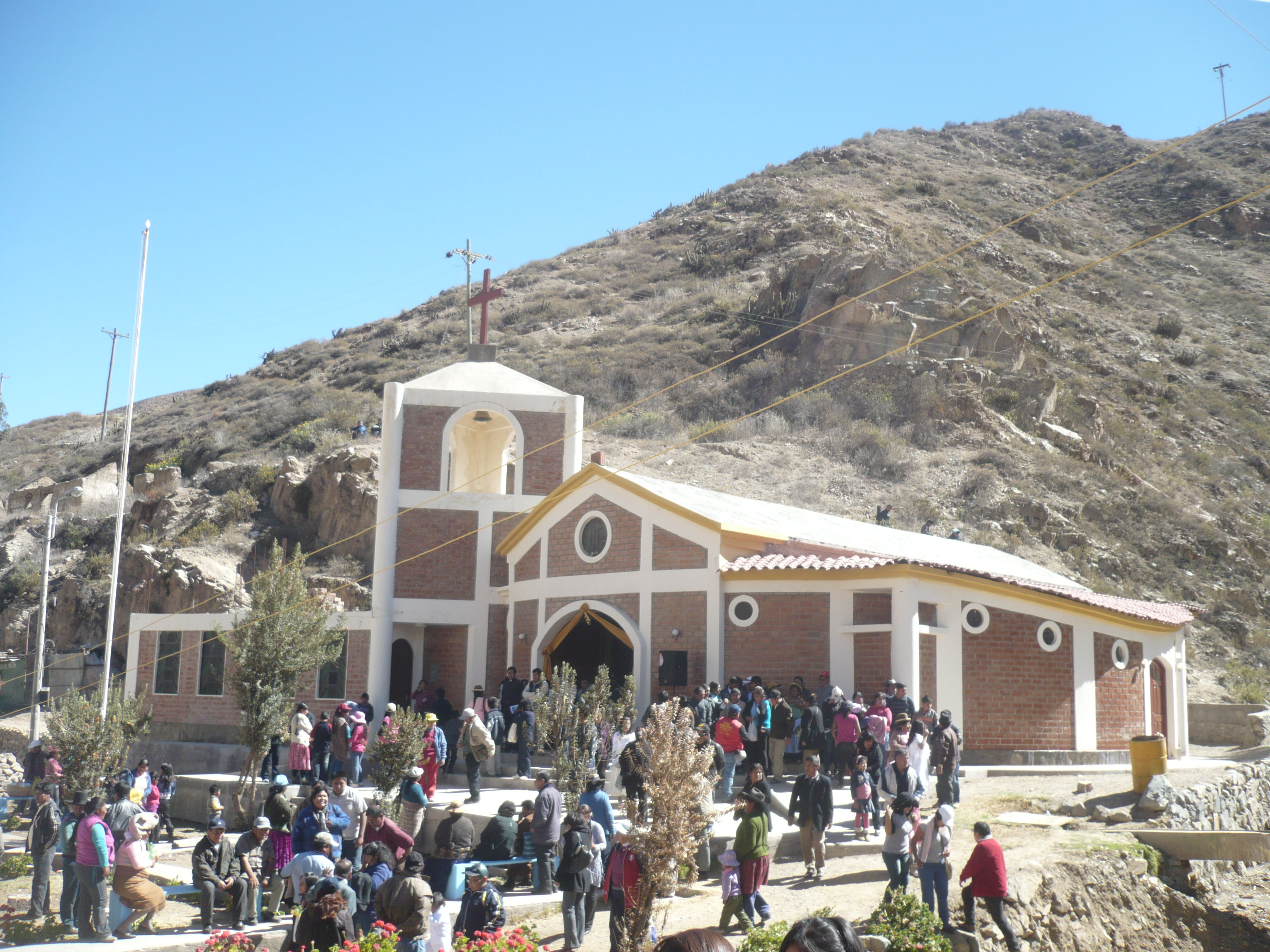

17°46′41″S 69°57′35″W / 17.7780°S 69.9597°W
帕爾卡區（西班牙語：Distrito de Palca），是秘魯的一個區，位於該國南部塔克納大區的塔克納省，始建於1959年6月8日，面積1,417.9平方公里，海拔高度2,935米，2005年人口1,106，人口密度每平方公里0.8人。